# جيرمي أيرونز
جيرمي جون أيرونز (بالإنكليزية: Jeremy John Irons) ممثل إنكليزي حائز على جائزة الأوسكار، وفائز مرتين بجائزة إيمي، كما حصل أيضا على جائزة الغولدن غلوب. وُلد في 19 سبتمبر 1948.

## أفلامه
- نايجين سكاي (1980)
- امرأة الضابط الفرنسي (1981)
- Brideshead Revisited (1981)
- Moonlighting (1982)
- The Wild Duck (1983)
- المُهمة (1986)
- Dead Ringers (1988)
- داني بطل العالم (1989)
- انعكاس الحظ (1990)
- Damage (1992)
- The Timekeeper (1992)
- M. Butterfly (1993)
- بيت الأرواح (1993)
- الأسد الملك (1994) (صوت)
- Die Hard: With a Vengeance (1995)
- Stealing Beauty (1996)
- الصندوق الصيني (1997)
- لوليتا (1997)
- الرجل في القناع الحديدي (1998)
- Faeries (1999) (voice)
- زنزانات وتنانين (2000)
- The Night of the Iguana (2001)
- The Time Machine (2002)
- Callas Forever (2002)
- أن تكون جوليا (2004)
- تاجر البندقية (2004)
- مملكة السماء (2005)
- السحر 7 (2005) تلفاز
- إليزابيث الأولى (2005) جائزة إيمي لأفضل أداء تمثيلي في دور مساعد في فئة الأفلام التلفزيونية أو السلاسل القصيرة
- كازانوفا (2005)
- إيراغون (2006)
- INLAND EMPIRE (2006)
- عين النمر (2006) : راوي
- الأسود الأخيرة: الراوي
- سباق (2016)
- باتمان ضد سوبرمان: فجر العدالة (2016)
- فرقة العدالة (2017)

## وصلات خارجية
- جيرمي أيرونز على موقع IMDb (الإنجليزية)
- جيرمي أيرونز على موقع الموسوعة البريطانية (الإنجليزية)
- جيرمي أيرونز على موقع روتن توميتوز (الإنجليزية)
- جيرمي أيرونز على موقع مونزينجر (الألمانية)
- جيرمي أيرونز على موقع قاعدة بيانات الأفلام العربية
- جيرمي أيرونز على موقع ألو سيني (الفرنسية)
- جيرمي أيرونز على موقع ميوزك برينز (الإنجليزية)
- جيرمي أيرونز على موقع تيرنر كلاسيك موفيز (الإنجليزية)
- جيرمي أيرونز على موقع أول موفي (الإنجليزية)
- جيرمي أيرونز على موقع بوكس أوفيس موجو (الإنجليزية)